# Mezzettia parviflora
Mezzettia parviflora là một loài thực vật thuộc họ Annonaceae.

## Phân bố
Theo Plants of the World Online thì nó là loài bản địa quần đảo Andaman, bán đảo Mã Lai và Borneo, nhưng theo đánh giá năm 1998 của IUCN thì nó là đặc hữu Malaysia.